# Azercell
Azercell是位于阿塞拜疆巴库的一家移动通信公司。“Azercell电信” LLC有限责任公司成立于1996年1月19日，由Turkcell İletişim Hizmetleri A. S.和阿塞拜疆共和国通讯部创办。1996年12月15日正式运营，提供基于后付费制度的移动通信服务。1998年开始SimSim资费套餐采用了预付费制度。目前占有该国移动通信市场57.6%的份额。